# Hemisfärotomi
Hemisfärotomi är en neurokirurgisk operation med syfte att få bort anfall hos personer med epilepsi. Hemisfärotomi används vid till exempel Sturge-Webers cerebrala dysplasier och Rasmussens syndrom efter lång tids misslyckade försök med farmakologisk behandling.
Tidigare utfördes total resektion av en hemisfär (hjärnbarken), men sedan 1974 har man övergått till en så kallad funktionell hemisfärotomi, dvs frontal- temporal- och parietoccipitallobotomi. Dessutom utförs en corpus callosotomi, dvs kopplingen mellan hjärnhalvorna förstörs. Den opererade hemisfären ligger alltså kvar med vaskulära system, men är funktionellt bortkopplad. Prognosen är att 65-85% blir anfallsfria, 50% medicinfria men att dödligheten är så hög som 6%.
Patienter och närstående är oftast nöjda med operationen och tycker att livet förbättras.

## Kognitiva effekter
I en genomgång av litteraturen (2001) finner Bayard & Lassonde inte något samband mellan påverkan av kognitiv funktion och vare sig barnets ålder vid operation eller barnets ålder då epilepsin startade. Alltså spelar det ingen roll om man opererar tidigt eller sent, för patientens IQ. Detta förmodas bero på att hemisfären som plockas bort ändå fungerade så dåligt att funktioner redan tagits över av kontralaterala. Vid vänstersidig resektion så klarar sig även språket hyfsat, även om viss mer avancerad grammatik inte tycks kunna flyttas över till höger hjärnhalva. Motoriskt finns det däremot en tydligare koppling till ålder. Barn som opereras tidigt, före tio års ålder, återfår inom två år samma motorik som före operationen, eller förbättras. Barn som opereras senare försämras oftast.
Bayard & Lassonde sammanfattar de kognitiva effekterna med att patienterna brukar ha milt till måttligt förståndshandikapp efter operation, oberoende av förmåga innan operationen. Detta innebär alltså att högfungerande (IQ ca 100 eller högre) sänker sig 1-2 standardavvikelser, medan patienter som fungerar dåligt före operationen är oförändrade eller till och med förbättras. Här tycks alltså inte finnas någon ålderspåverkan. Det bör också betonas att den individuella variationen är mycket stor. Att kognitiv förmåga generellt inte försämras eller till och med kan förbättras antas delvis bero på att patienterna efter operationen kan minska på sin epilepsimedicin, och de negativa kognitiva biverkningarna av dessa alltså minskar. Den kognitiva förbättring som sker är alltså helt beroende av huruvida man med operationen lyckas uppnå anfallsfrihet.
Alla opererade lider av synbortfall på den ipsilaterala sidan, och detta kvarstår över tid.